# デンタルバッテリー構造

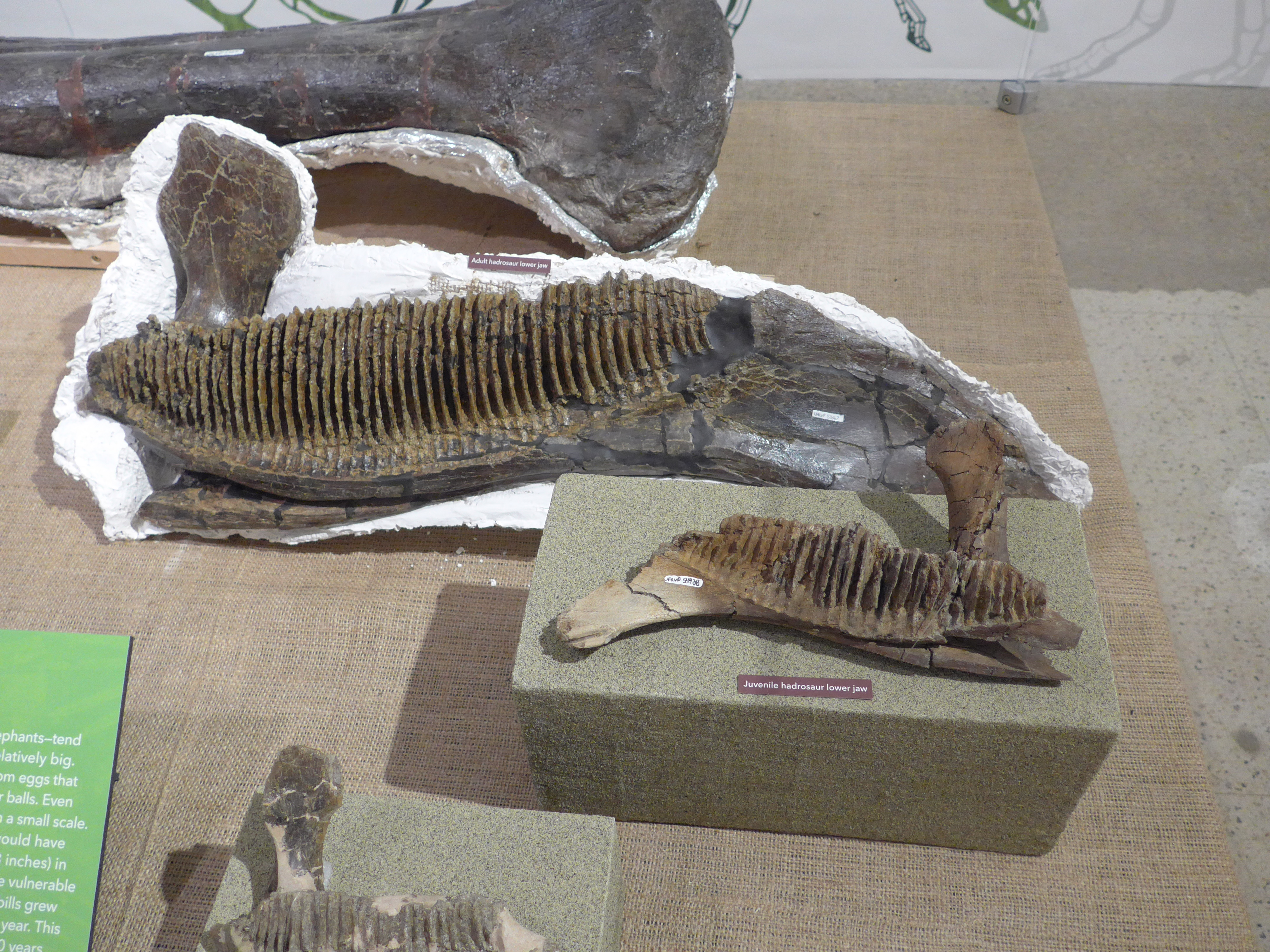
ハドロサウルスの成体と幼体の下顎骨の化石

デンタルバッテリー（英: dental battery）とは、小さな歯が何層にも重なっておろし器のような形状をしたもの。絶滅した植物食恐竜の一部に見られる特徴で、最前列の歯が摩耗すると後列に控えていた歯が順次置き換わってゆく構造になっている。トゥースバッテリー（英: tooth battery）ともいう。 
デンタルバッテリー構造では、微小な歯が水平方向および上下方向に密集して巨大な1枚の歯のような構造をなす。この歯の咬合面は広く平らな形状をなす。植物の摂食により歯が摩耗すると、歯根部に控えていた新しい歯が補充され、生え変わることで咬合面を維持するのである。
これは大量の植物を咀嚼するのに適した形質であり、この構造を持つハドロサウルス科の恐竜は特に発達した咀嚼能力を有していた。これは、植物を咀嚼せずにそのまま飲み込んで消化管で発酵させていたと推測される竜脚類と対照的な消化プロセスである。構造や咀嚼様式が異なるものの、ケラトプス科の角竜類もデンタルバッテリーを持つ。
この構造を持つ恐竜は歯の本数が膨大なものとなる。ハドロサウルス科の恐竜の歯は数百本から数千本におよぶことが知られている。